# Witoogpurperspreeuw
De witoogpurperspreeuw (Aplonis brunneicapillus) is een zeldzame spreeuwensoort.

## Verspreiding en leefgebied
De witoogpurperspreeuw is endemisch op de eilanden Bougainville (Papoea-Nieuw-Guinea) en de eilanden Choiseul, Rendova en Guadalcanal (Salomonseilanden). Daar broedt de vogel in laagland moerasbos, maar ook in heuvellandbos en wordt ook wel foeragerend gezien in secondair bos.

## Status
De grootte van de populatie wordt geschat op 1000-2500 individuen. Deze purperspreeuw staat als bedreigd op de Rode Lijst van de IUCN omdat het leefgebied door houtkap wordt bedreigd en broedkolonies worden door de plaatselijke bevolking geplunderd om de jonge vogels op te eten.